# Santa María Xadani (kommun)
Santa María Xadani är en kommun i Mexiko.   Den ligger i delstaten Oaxaca, i den sydöstra delen av landet, 600 km sydost om huvudstaden Mexico City. Arean är 89 kvadratkilometer.
Terrängen i Santa María Xadani är mycket platt.
Följande samhällen finns i Santa María Xadani:
- Colonia San Vicente